# Calendário maçónico
O Calendário maçónico é a forma de organização dos meses e dos anos da maçonaria. Connsoante o rito maçónico seguido, assim é efectuado o calculo. 
O ano maçónico inclui duas datas festivas: São João Baptista (24 de Junho) e São João Evangelista (27 de Dezembro). Estas datas coincidem, simbolicamente, com os solstícios do Verão e do Inverno, respectivamente.
O maçon James Anderson estabeleceu este calendário na sua Constituição, de 1723, para afirmar, simbolicamente, a universalidade da maçonaria, adoptando uma cronologia supostamente independente das particularidades da religião, no contexto britânico da época.

## Calendários maçónicos por rito

### Rito de YorkeRito Francês
O calendário maçónico é utilizado pelos seguidores do Rito de York e Rito Francês, havendo diferença no início: o de York começa a 1 de Janeiro, enquanto que o Francês, tem início em 1 de Março. O ano maçónico tem a mesma duração que o ano gregoriano, mas com início em 1 de Março. Os dias e os meses são designados pela sua ordem.
O primeiro ano do calendário maçónico designa-se por "A Verdadeira Luz" (Anno Lucis em latim, A.·.L.·.). Marca o início da "Era da Verdadeira Luz" (VL). A criação desta data deve-se ao Arcebispo de Armagh James Ussher, nascido em Dublin, em 1580. Este calendário adiciona 4.000 anos à data actual, considerando a criação do mundo desde a Génesis.
Exemplos: 
- O dia 28 de Fevereiro de 2025 foi o último dia  do décimo-segundo mês de 6024 da VL;

- O dia 1 de Março de 2025 foi o primeiro dia do primeiro mês de 6025 da VL.

### Rito Escocês
Os maçons do Rito Escocês utilizam o mesmo calendário do Rito de York e Rito Francês, mas com a cronologia judaica, e designando por A.·. M.·. (Anno Mundi ou Ano do Mundo).

### Arco Real Sagrado
Para os maçons do Arco Real Sagrado, o calendário começa 530 anos antes da era de Cristo.  Esta data marca o início da construção do segundo templo por Zorobabel. Designa-se por Anno Inventionis, ou A.·. Inv.·. .

### Mestres do Real e Selecto
Já os Mestres do Real e Selecto datam o início do seu calendário pela data de finalização da construção do Templo de Salomão. A sua designação é A.·. Dep.·. (Anno Depositionis), e calcula-se adicionando mais 1.000 anos.